# Филозофски центар за психоанализу
Филозофски центар за психоанализу (Церип) академско је удружење, регистровано 1. марта 2010. године. Припада категорији струковних удружења - делатност едукација.
У циљеве удружења поред едукације залаже се на подизању свести становништва, развоју и унапређењу интердисциплинарности између филозофије, неурологије, психоанализе, физике и других наука.

## Стручни сарадници и предавачи
Стручни сарадници укључују следеће:
- проф. др Обрад Савић
- проф. др Дамир Смиљанић
- проф. др Жељка Матијашевић
- проф. др Зорица Кубурић
- др Срђан Дамњановић
- др Милица Јелкић
- др Фотина Гаврић
- магистар Јулијана Адамовић
- мастер Адријана Шоедер
- мастер Марк Лошонц
- мастер Јелена Величковић
- мастер Александар Трудић
- мастер Кристијан Станојевић
- проф. Дамир Малешев
- проф. Милан Попов
- проф. Мерима Аранитовић
- проф. Мирко Груичић
- дипл. соц. Милјана Воркапић-Вичек
- дипл. филозоф Стефан Ердоглија
- технички секретар Јелена Митровић Попов

## Почасни чланови
Почасни чланови су:
- академик Владета Јеротић
- др Драган Јосић
- примаријус Слободан Трајковић